# 華彈字庫
華彈字庫位於四川省涼山州寧南縣，文物遺址年代判定為清。2012年7月16日公佈為第八批四川省文物保護單位。
華彈字庫位於四川省涼山彝族自治州寧南縣華彈鎮境內，華彈鎮是縣城東南的重要集鎮；據《寧南縣誌》記載清初華彈鎮屬會理的苦竹巡檢司轄地，道光十三年（1883）巡檢司官署遷窪烏街，遂改稱窪烏巡檢司；清末至民國年間，先後設為巡檢司、鄉、鎮、區的治地，中共建政後亦為區、鄉政府的駐地。華彈字庫整體為密簷式磚塔，呈塔形，攢尖頂，外形為六棱形，高12米，底座直徑2.2米，逐層上收，共七層，各層疊澀出簷，塔內方形空心；塔身五級，用磚砌而成，塔身第一級有“筆陣橫掃千軍”字樣；基座兩層，用青石條砌成，第二層嵌有清道光三十一年石碑一通。華彈字庫是寧甫保存完整的清代建築，保存情況完好。2005年，華彈字庫被寧南縣人民政府公佈為縣級文物保護單位，2007年，華彈字庫被涼山彝族自治州人民政府公佈為州級文物保護單位。